# Two Days in Chicago
Two Days in Chicago ist ein Jazzalbum von Misha Mengelberg. Die Aufnahmen entstanden in verschiedenen Besetzungen (Solo, Duo, Ttrio, Quartett) am 11. Oktober 1998 im Rahmen des 34. Chicago International Film Festival im Jazzclub Velvet Lounge, Chicago (CD 2) und am 12. Oktober 1998 in den Airwave Recording Studios (CD 1). Sie erschienen 1999 auf HatHut Records.

## Hintergrund
Mengelberg spielte im Oktober 1998 in Chicago in verschiedenen Konstellationen mit den Tenorsaxophonisten Fred Anderson, Ken Vandermark und Ab Baars (letzterer auch Klarinette) sowie der Cellist Fred Lonberg-Holm und der Schlagzeuger Hamid Drake. Hinzu kamen die Bassisten Kent Kessler und Wilbert de Joode sowie der Schlagzeuger Martin van Duynhoven.
Mit Ken Vandermark und Hamid Drake spielt Mengelberg mehrere Monk-Kompositionen; die Tracks mit der Bezeichnung Chicago Trio und Chicago Quartet bieten Anderson und Baars Gelegenheit, Klanglandschaften und Soundeffekte zu erkunden. Die erste CD ist im Studio aufgenommen. Live betrat Mengelberg auf der zweiten Disc zunächst alleine die Bühne, um ein fast dreißigminütiges Chicago Solo zu spielen, das Einflüsse von Arnold Schönberg bis Claude Debussy verarbeitet, bis es zu einer Interpretation von Monks ’Round Midnight kommt. Zum Schluss beenden Mengelberg und Baars das Live-Programm mit einer Reihe von Duetten, schließend mit dem Jazzstandard Body and Soul.

## Titelliste
- Misha Mengelberg: Two Days in Chicago (hatOLOGY – 7221/7222)[2]

CD 1: Studio
1. Eronel (Thelonious Monk) 4:35 – Hamid Drake, Misha Mengelberg, Ken Vandermark
2. Chicago Trio 1 (Lonberg-Holm, Baars, Mengelberg) 5:10 – Fred Lonberg-Holm, Ab Baars, Misha Mengelberg
3. Chicago Trio 2 (Lonberg-Holm, Baars, Mengelberg) 5:08 – Fred Lonberg-Holm, Ab Baars, Misha Mengelberg
4. Chicago Trio 3 (Lonberg-Holm, Baars, Mengelberg) 5:01 – Fred Lonberg-Holm, Ab Baars, Misha Mengelberg
5. Off Minor (Thelonious Monk) 5:10 – Hamid Drake, Misha Mengelberg, Ken Vandermark
6. Chicago Quartet 1 (Kessler, Drake, Mengelberg, Anderson) 12:31 – Kent Kessler, Hamid Drake, Misha Mengelberg, Fred Anderson
7. Chicago Quartet 2 (Kessler, Drake, Mengelberg, Anderson) 14:34 – Kent Kessler, Hamid Drake, Misha Mengelberg, Fred Anderson
8. Chicago Trio 4 (de Joode, van Duynhoven, Mengelberg) 5:13 – Wilbert de Joode, Martin van Duynhoven, Misha Mengelberg
9. Chicago Quartet 3 (Lonberg-Holm, de Joode, van Duynhoven, Mengelberg) 5:52 – Fred Lonberg-Holm, Wilbert de Joode, Martin van Duynhoven, Misha Mengelberg
10. Chicago Quartet 4 (Lonberg-Holm, de Joode, van Duynhoven, Mengelberg) 4:51 – Fred Lonberg-Holm, Wilbert de Joode, Martin van Duynhoven, Misha Mengelberg

CD 2: Live
1. Chicago Solo (Mengelberg) 27:09 – Misha Mengelberg
2. ’Round Midnight (Thelonious Monk) 3:00 – Misha Mengelberg
3. Chicago Duo (Baars, Mengelberg) 12:8 – Ab Baars, Misha Mengelberg
4. Rollo 2 (Mengelberg) 4:18 – Ab Baars, Misha Mengelberg
5. Body and Soul (Heyman, Eyton, Green, Sour) 6:57 – Ab Baars, Misha Mengelberg

## Rezeption
Thom Jurek vergab an das Album in AllMusic vier Sterne und schrieb: „Wenn Thelonious Monk 20 Jahre später in Europa geboren worden wäre, wäre er möglicherweise Mischa Mengelberg gewesen. Kein anderer Spieler/Komponist/Improvisator mit Ausnahme von Steve Lacy war in der Lage, so vollständig in die harmonische Denkweise von Monk (und im Übrigen in das technische Genie seines Amtskollegen Herbie Nichols) einzutreten. Und so viel das heute für so viele Menschen in der Szene ausreichen würde, es ist ein Kompliment, das der Bilderstürmer Mr. Mengelberg meiden würde, weil es nur ein Teil dessen ist, was er tut.“ Jureks Resümee: „Dies ist mit Abstand einer von Mengelbergs besten aufgenommenen Momenten und zeigt ihn in allen seinen Rollen, die mit rauher Eleganz und fein gearbeiteten Kanten glänzen.“
Peter Margasak (JazzTimes) schrieb: „Gelegentlich verwandeln sich lange Stränge wunderschön zerbrechlicher Melodien in neue, freie Assoziationsstile, aber Mengelberg zieht den Teppich genauso wahrscheinlich unter sich heraus und verändert abrupt den Kurs (und das Gefühl), während er versucht, ihn zusammenzuhalten. Diese Vorliebe, musikalische Schraubenschlüssel in all seine Aktivitäten zu stecken, stellt die Fähigkeiten seiner Improvisationskollegen und seiner eigenen auf die Probe, und die Vielzahl von Situationen, in die ihn Produzent John Corbett während dieser Sessions mit einer Reihe von Chicagoern und einigen seiner Landsleute stürzte – einer im Studio, einer live in Fred Andersons Velvet Lounge – war eine Seite aus seinem eigenen Buch. Er war ein Spiel.“
Robert Spencer (All About Jazz) lobte: „Wie Jubilee Varia (hatOLOGY 528) zeigt dieses 2-CD-Set die riskanten, todesmutigen, lebensfördernden pianistischen und kompositorischen Talente von Misha Mengelberg, dem weltweit herausfordernden niederländischen Leader dieser unvergesslichen zwei Tage in Chicago. Ebenso wie Jubilee Varia enthält diese CD einige der bedeutendsten Improvisatoren der heutigen Szene, die alle von den Talenten Mengelbergs auf ein neues Niveau gebracht wurden.“